# Félicité de Lamennais

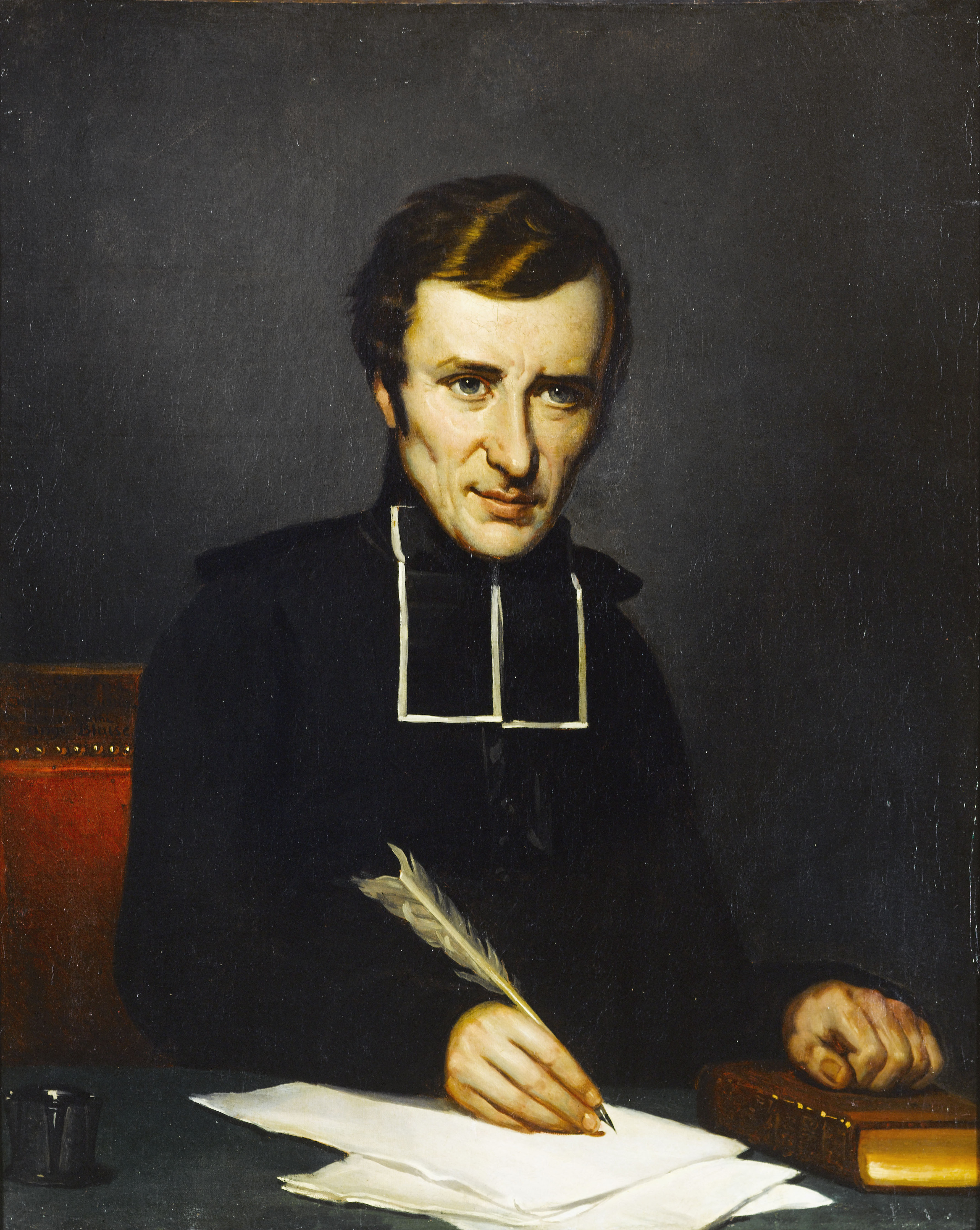
Lamennais. Porträt von L. D. Lancôme

Félicité Robert de Lamennais (* 19. Juni 1782 in Saint-Malo; † 27. Februar 1854 in Paris) war ein französischer Priester, Philosoph und Verfasser politischer Schriften.

## Leben
Félicité de Lamennais war der Sohn eines geadelten Reeders. Er verlor seine Mutter mit fünf Jahren und wuchs bei einem Onkel auf. Sein älterer Bruder Jean-Marie (1780–1860) begründete die Ordensgemeinschaft der Schulbrüder von Ploërmel sowie eine weibliche Ordensgemeinschaft in Saint-Brieuc, seine Seligsprechung ist gegenwärtig im Gange. In seinem vierbändigen Essai sur l’indifférence en matière de religion („Über die Gleichgültigkeit in Sachen Religion“, 1817–1823) setzte sich Félicité Robert mit den Philosophen der französischen Aufklärung auseinander, insbesondere mit Jean-Jacques Rousseau und Voltaire. Er versuchte dabei, den Katholizismus mit liberalem und progressivem Gedankengut der Aufklärung zu verbinden. Insbesondere die ideologische und institutionelle Verflechtung von Klerus und Königtum, die im Ancien Régime im Rahmen des Systems des Gallikanismus etabliert und durch das napoleonische Konkordat von 1801 quasi weitergeführt worden war, war ihm dabei ein Dorn im Auge. Beeinflusst von Rousseau setzte er sich für Demokratie und Republik ein und forderte Religionsfreiheit und Pressefreiheit sowie die Trennung von Staat und Kirche. Zugleich befürwortete der tiefgläubige Katholik Lamennais die päpstliche Autorität in Glaubensfragen und die Zentralisierung der Kirche, somit war er auch ein Vordenker des Ultramontanismus, der Mitte des 19. Jahrhunderts in Frankreich einflussreich zu werden begann. Sprachrohr seiner Ansichten war die kurzlebige Zeitschrift L’Avenir, die er 1830 und 1831 gemeinsam mit dem Theologen Jean Baptiste Henri Lacordaire, mit dem er befreundet war und dessen geistlichen Weg er beeinflusst hatte, mit dem Politiker Charles de Montalembert und mit mehreren anderen Intellektuellen herausgab.
Lamennais’ revolutionäre Ideen führten unweigerlich zu heftigen Anfeindungen durch konservative Bischöfe. 1832 verurteilte Papst Gregor XVI. ohne Nennung des Namens Lamennais’ Schriften in seiner Enzyklika Mirari vos und verfasste ebenfalls die Enzyklika Singulari nos (1834) mit dem Untertitel: „Über die Irrtümer Lamennais“. Im Zuge dieser Auseinandersetzungen brach Lamennais mit Rom und wandte sich einem christlichen Sozialismus zu. Seine 1834 erschienenen Paroles d’un croyant („Worte eines Gläubigen“) beklagten die „Entzauberung“ der Welt und inspirierten eine ganze Generation religiöser Sozialisten. 1835 führten ihn Franz Liszt und Marie d’Agoult in den Salon von George Sand ein. 1848 wurde er in die Nationalversammlung gewählt, doch nach dem Staatsstreich vom 2. Dezember 1851 zog er sich aus der Politik zurück.
Lamennais gilt auch als einer der Begründer des Fideismus, einer extremen Form katholischer Glaubensphilosophie.

## Werke (Auswahl)
- Réflexions sur l’état de l’église en France pendant le 18ième siècle et sur sa situation actuelle (1808)
- De la tradition de l’église sur l’institution des évêques (1814)
- Essai sur l’indifférence en matière de religion (1817–1823)
- De la religion considérée dans ses rapports avec l’ordre public et civil (1825–1826)
- Les Progrès de la révolution et de la guerre contre l’église (1828)
- Paroles d’un croyant (1834)
- Le Livre du peuple (1837)
- De l’esclavage moderne (1839)
- Politique à l’usage du peuple (1839)
- Esquisse de philosophie (1840)
- Amschaspands et Darvands (1843)